# Église Saint-Pierre-et-Saint-Paul d'Istanbul
Pour les articles homonymes, voir Église Saint-Pierre-et-Saint-Paul.
L'église Saint-Pierre et Saint-Paul d'Istanbul, (en turc : Sen Pier ve Sen Paul Kilisesi) est une église catholique située Galata Kulesi Sokak 44, dans le quartier de Karaköy (ancienne Galata ) du district de Beyoğlu, à Istanbul, Turquie.

## Contexte historique

### Existence d'une église auVIesiècle
Au VIe siècle, une église byzantine dédiée à sainte Irène est construite dans le district de Beyoğlu. Aujourd'hui, seul un morceau de mur peut être rattaché à cette période.

### Nouvel édifice en 1233
En 1233, après la quatrième croisade et la domination franque, l'ancienne église fait place à un nouvel édifice dédié à Paul de Tarse et confié à l'Ordre des Prêcheurs (dominicainsà. Une pierre tombale découverte dans l'église semble indiquer que l'édifice est ouvert au culte avant 1260. En 1299, le frère dominicain Guillaume Bernard de Séverac acquiert un bâtiment à proximité de l'église. Il y établit un monastère qui accueille douze moines. En 1307, l'empereur byzantin Andronic II Paléologue déplace les Dominicains dans le quartier de Pera, alors sous le contrôle des Génois.

### Reconstruction de l'église en 1325
L'église est reconstruite en 1325. Elle est alors officiellement dédiée à saint Dominique mais les usages locaux maintiennent l'ancienne appellation. En 1407, le pape Grégoire XII accorde des indulgences aux visiteurs du monastères de saint Paul afin d'assurer l'entretien de l'église.

### Transformation de l'église en mosquée en 1478
En 1453, a lieu la chute de Constantinople. Selon le traité entre l'Empire ottoman et la république de Gênes, l'église reste aux mains des Génois. Entre 1475 et 1478, après de petites modifications, l'église est transformée en mosquée par le sultan ottoman Mehmed II et devient la Mosquée de Galata (Galata Camii), aussi connue sous le nom de Grande mosquée (Camikebir). A la fin du siècle, le sultan Bayezéd II confie la construction aux Arabes d'Espagne chassés par l'Inquisition, après la prise de Grenade en 1492. Ils lui donnent son nom actuel Arap Cami, la « mosquée des Arabes »

### Nouvelle localisation pour les Dominicains dès 1476
En 1476, les frères dominicains sont déplacés de deux cents mètres à l'est, dans une maison avec un terrain appartenant au noble vénitien Angelo Zaccaria. Dans le bâtiment est intégré une petite chapelle dédiée aux apôtres Pierre et Paul. Le 20 avril 1535, le vieux Zaccaria cède la maison aux dominicains contre la célébration hebdomadaire d'une messe pour son âme et celle de ses parente.

### Agrandissement de la chapelle dominicaine en 1604
En 1603-1604, la chapelle est agrandie, avec un monastère. En 1608, un firman du sultan Ahmed III place le complexe sous la protection du roi de France Henri IV , tandis qu'en même temps l'église reçoit également une subvention annuelle de la république de Venise.

### Incendie en 1660 puis reconstruction de l'église en 1702
En 1640, l'église accueille une grande icône du type Hodegetria « qui conduit, qui guide », qui se trouvait à l'origine dans une église dominicaine de Caffa, en Crimée puis dans l'église dominicaine de Sainte-Marie de Constantinople, à l'intérieur de la ville fortifiée d'Istanbul et transformée cette année-là en mosquée. En 1660, l'église et le monastère brûlent, à l'exception de l'icône qui put être sauvée. Conformément à la loi, le terrain est restitué au gouvernement ottoman. Grâce à l'intercession des puissances européennes, une nouvelle église peut être reconstruite en 1702.
En 1706, après que les Dominicains aient refusé de livrer l'icône à Venise, la République cesse de payer la subvention à l'église. Vers ces années-là, l'Icône est partiellement repeinte, et le manteau de la Vierge apparaît désormais brodé des fleurs de lys de France, de sorte que seuls son visage et sa poitrine sont peut-être originaux.

### Nouvel incendie en 1731
Le complexe brûle de nouveau lors du grand incendie de Galata en 1731 et est reconstruit en bois.

## Historique de l'église actuelle

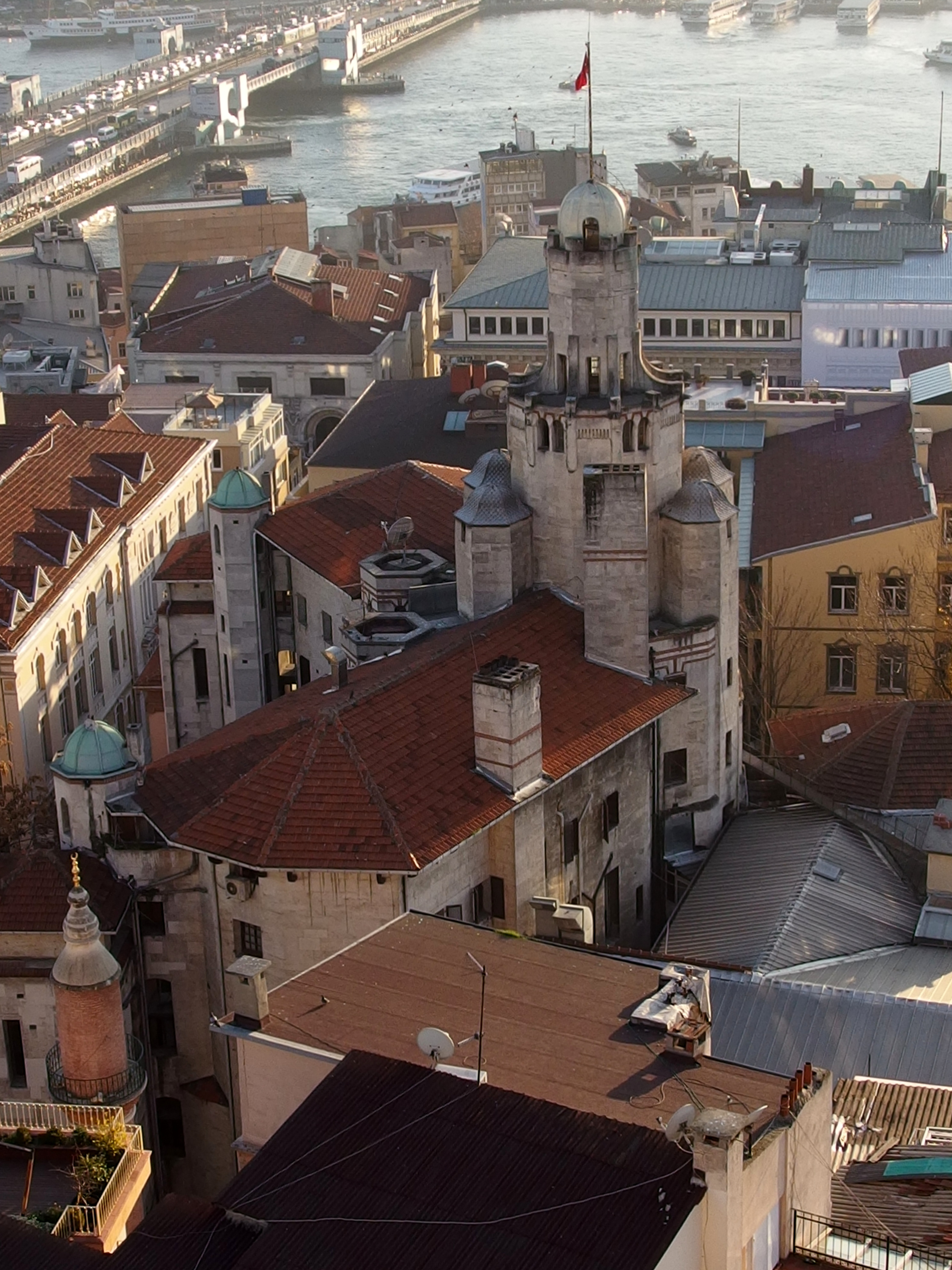
L'église vue depuis l’Hôpital ophtalmologique d'Istanbul.

### Édification d'une nouvelle église en 1843
De 1841 à 1843, les frères architectes suisses-italiens Gaspare et Giuseppe Fossati édifient le bâtiment actuel.

### Intégration aux paroisses du district de Beyoğlu
L'église forme avec l'église Saint-Antoine-de-Padoue et Sainte-Marie Draperis, les trois paroisses levantines de Beyoğlu. La juridiction paroissiale s'étendait sur la partie basse du quartier de Galata, un quartier populaire qui devenait souvent la première résidence des immigrants européens s'installant dans la ville. De ce fait, les registres de naissance, de mariage et de décès de la paroisse constituent une source inestimable pour l'histoire des vagues d'immigration récurrentes aux XVIIIe et XIXe siècles.
L'église dessert désormais la communauté maltaise locale, avec des messes en italien.

## Architecture de l'église actuelle
L'église est est de plan basilical. La coupole au-dessus du chœur est bleu ciel, constellée d'étoiles d'or. Le mur arrière de l'église est construit dans une partie des anciens remparts génois de Galata.
L'église dit possèder plusieurs reliques : celles de saint Renatus, trouvées dans les catacombes de Galata, et d'autres des apôtres Thomas, Pierre et Paul et du fondateur de l'ordre des dominicains Dominique de Guzmán. La cour à l'est de l'entrée de l'église prend la forme d'une ruelle étroite entourée de hauts murs recouverts de sculptures et de pierres tombales inscrites, la plupart en italien. D'autres tombes se trouvent dans la crypte de l'église.

## Saint-Pierre Han
Le Saint-Pierre Han est un entrepôt et une place commerciale, ou caravansérail, en turc : Han, qui était une dépendance commerciale de l'église érigée sur son terrain. Elle est construite en bois en 1732, incendiée en 1770, et reconstruite avec des matériaux plus durables en 1771-1772 à l'initiative de l'ambassadeur de France François-Emmanuel Guignard de Saint-Priest. Il abritait un certain nombre d'organisations et d'entreprises, dont le barreau de Constantinople, la Chambre de commerce italienne, la Banque ottomane à son étage supérieur entre 1856 et 1893, un producteur de moutarde et un atelier de denim sous la marque Muhteşem Kot.
À la fin du XIXe et au début du XXe siècle, Saint-Pierre Han attire les cabinets d'architecture, notamment ceux d'Alexandre Vallaury (1850-1921), Hovsep Aznavur (1854-1935), Giulio Mongeri (1873-1951), ainsi qu'Alexandre Neocosmos, également connu sous le nom de Yenidünya, l'architecte d'intérieur des Frej Apartmanı à Istanbul. Alors qu'il y travaillait, Vallaury fit apposer une plaque sur l'édifice pour commémorer la naissance sur ce site d'André Chénier en 1762.
En 2011, la Fondation pour l'éducation Bahçeşehir Uğur, en turc : Bahçeşehir Uğur Eğitim Vakfı commence à louer la propriété avec l'intention d'y installer un conservatoire. Elle a ensuite élaboré des plans pour le rénover conjointement avec la municipalité d'Istanbul et le transformer en centre culturel à partir de 2022.

## Note et références

### Note
- (en) Cet article est partiellement ou en totalité issu de l’article de Wikipédia en anglais intitulé « Church of SS Peter and Paul, Istanbul » (voir la liste des auteurs).